# بروس دیکینسن
پل بروس دیکینسن (انگلیسی: Paul Bruce Dickinson؛ زادهٔ ۷ اوت ۱۹۵۸) خوانندهٔ انگلیسی است که بیشتر به‌عنوان خوانندهٔ گروه هوی متال آیرن میدن شناخته شده است. دیکینسن در دو دوره از سال ۱۹۸۱ تا ۱۹۹۳ و از ۱۹۹۹ تا به امروز در گروه حضور داشته است. او به خاطر سبک آوازخوانی اپرایی و حضور پرانرژی خود در صحنه شناخته شده است.
او در سال‌های آغاز فعالیت هنری‌اش با چند گروه کم‌تر شناخته شده مانند استیکس(۱۹۷۶)، اسپید (۱۹۷۷–۱۹۷۸) و شاتز (اوایل ۱۹۷۹) همکاری کرد. در اواخر سال ۱۹۷۹ به گروه هارد راک سامسون پیوست. دیکینسن که در زمان عضویت‌اش در سامسون با نام «بروس بروس» خطاب می‌شد در دوره‌ای که در آن گروه فعالیت می‌کرد به محبوبیت نسبی دست یافت. او به خاطر تفاوت سلایق موسیقی‌اش با اعضای گروه، سامسون را در سال ۱۹۸۱ ترک کرد. مدتی بعد به‌عنوان خوانندهٔ جدید آیرن میدن به آن‌ها پیوست و اولین کاری که با آیرن اجرا کرد آلبوم موفق The Number of the Beast بود که در سال ۱۹۸۲ منتشر شد. در طول دوران همکاری‌اش با آیرن میدن، آن‌ها یک مجموعه آثار به‌یادماندنی در عرصهٔ موسیقی متال عرضه کردند که به شهرت جهانی گروه منجر شد و باعث شد از بروس دیکینسن به‌عنوان یکی از تحسین برانگیزترین خوانندگان هوی متال تمام دوران یاد شود.
دیکینسن در سال ۱۹۹۳ برای پرداختن به پروژه‌های شخصی‌اش آیرن را ترک کرد و جای‌اش را به بلیز بیلی داد. او در فاصلهٔ سال‌های ۱۹۹۴ تا ۱۹۹۸ چهار آلبوم شخصی منتشر کرد. کارهای او در یک بازهٔ زمانی تنوع وسیعی از سبک‌های راک و متال را شامل می‌شد. دیکینسن در سال ۱۹۹۹ به همراه آدرین اسمیت به آیرن میدن بازگشتند. از آن زمان دو آلبوم انفرادی به نام Tyranny of Souls در سال ۲۰۰۵ و The Mandrake Project در سال ۲۰۲۴ منتشر کرده است.
بروس پسرعموی بزرگ‌تر راب دیکینسن خوانندهٔ گروه آلترنتیو راک کاترین ویل نیز هست. بروس در زندگی خصوصی‌اش به‌عنوان فردی که مخالف سرسخت مواد مخدر است شناخته شده است. او در رده‌بندی «بهترین خوانندگان متال همهٔ دوران» که توسط نشریهٔ آمریکایی Hit Parader ارائه شده است رتبهٔ ۷ام را به‌خود اختصاص داد.
در سال ۲۰۱۵، دیکینسن هفت هفته تحت شیمی درمانی و پرتودرمانی برای درمان تومور سرطانیِ یافت‌شده در پشت زبانش قرار گرفت. تیم پزشکی دیکینسن انتظار داشتند که او بهبودی کامل پیدا کند زیرا تومور در مراحل اولیه کشف شد. در ۱۵ مه، متخصصان دیکینسن اعلام کردند که علائم خطر رفع شده است.